# Новиковка (Ульяновская область)
Новиковка — село в Старомайнском районе Ульяновской области России, входит в состав Краснореченского сельского поселения.

## География
Село расположено при р. Красной (приток р. Майны), в 19 км к юго-востоку от рабочего посёлка Старая Майна и в 40 км к северо-востоку от левобережной части Ульяновска.

## Название
Название имеет фамильную основу. В 1771 году в селе имела земли майорша Екатерина Новикова, здесь же владения прапорщика Данилы Новикова.

## История
Село основано в начале 1660-х годов, когда была построена Закамская засечная черта, поселенцами, несшими охранную службу по уезду, за что они были наделены землей четвертями, позднее их называли однодворцами. Изначально селение располагалось на правом гористом берегу; позднее здесь приобретают земли помещики, расселяя своих крестьян из других вотчин по обоим берегам реки Красной. Из знатных родов здесь имел владение князь Гаврила Назаров.
В 1770 году в Новиковке на средства прихожан была построена каменная двухпрестольная церковь с главным престолом во имя Покрова Пресвятой Богородицы, а в приделе — во имя Святителя Чудотворца Николая. С постройкой церкви село Новиковка получает и другое распространенное название — Покровское, по главному престольному празднику, но в XX веке это название уже не употреблялось.
В 1780 году, при создании Симбирского наместничества, село Покровское Новиковка тож, однодворцев, помещиковых крестьян, отписных из-за помещика, из Казанского уезда вошло в состав Ставропольского уезда. С 1796 года — в Симбирской губернии.
К 1795 году в селе Покровское (Новиковка) было 895 жителей, а за селом числилось 7137 десятин земли. Здесь были владения капитана Александра Алексеевича Бабкина, прапорщика Федора Васильевича Ртищева, коллежской советницы Степаниды Андреевны Малаевой и других помещиков.
В 1851 году село вошло в состав Ставропольского уезда Самарской губернии.

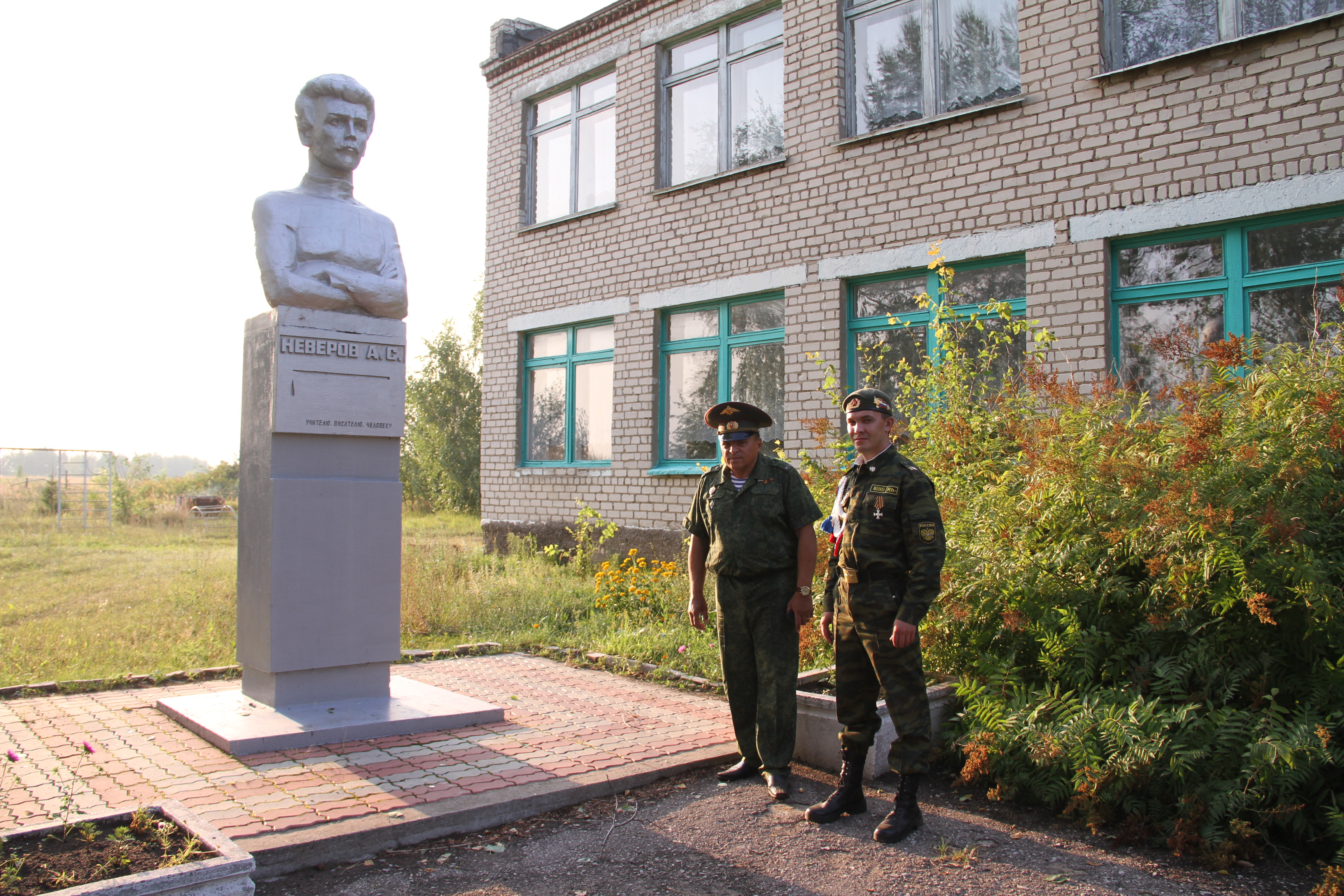
Памятник А. С. Неверову

В 1888 году в селе открылась церковно-приходская школа.
В 1928 году в селе была создана сельхозартель имени Неверова, в 1929 году — образовался колхоз имени Неверова.
В Великую Отечественную войну 91 новиковца не вернулись с войны.
В 1953 году упразднен Новиковский сельский Совет, село переподчинено Татурайкинскому сельскому Совету.
В 1958 году колхоз имени Неверова присоединен к колхозу им. Чапаева.
В 1959 году в селе 981 житель, а Новиковка стала третьим отделением совхоза «Старомайнский».
В 1966 году образован совхоз «Неверовский», в который вошли Новиковка и Дмитриево-Помряскино.
В 1976 году совхоз «Неверовский» становится самостоятельным хозяйством.
В 1977 году в селе открыта новая двухэтажная школа на 330 мест.
В 1980 году вновь образован Новиковский сельский Совет.
В 2005 году село вошло в состав Краснореченского сельского поселения.

## Население
| 1859 | 1889  | 1897  | 1910  | 2010 | 2013 |
| ---- | ----- | ----- | ----- | ---- | ---- |
| 960  | ↗1727 | ↘1648 | ↗1879 | ↘458 | ↗512 |

- По данным 1859 года, в селе Покровское (Новиковка) было 102 двора и 960 жителей[12].
- К 1884 году в селе 261 двор и 1368 жителей. Здесь 6 лавок, паровая мельница, базар по воскресеньям, кабак[12].
- По данным 1910 года, в Новиковке 341 двор и 1879 жителей[12].
- В 1930 году Новиковка еще многолюдное село, где в 499 дворах было 2218 жителей, но уже в этом году с церкви сняли колокола.
- В 1996 году — населения 536 человек, преимущественно русские[13].

## Известные уроженцы
- Неверов, Александр Сергеевич — советский писатель, автора повестей «Андрон Непутёвый», «Ташкент — город хлебный», «Гуси-лебеди» и других. Здесь он учился в школе, начал писать стихи, проводил летние каникулы, когда работал учителем в селе Озёрки (Чердаклинского района) (быв. Ставропольского уезда Самарской губернии)[13].
- Аладьин, Алексей Фёдорович — член I Государственной Думы от Симбирской губернии.

## Факты
- Одно из самых значительных фольклорных гнёзд Симбирского-Ульяновского края. Известный фольклорист и поэт Д. Н. Садовников записал в Новиковке у выдающегося русского сказочника, уроженца села Ясашное Помряскино (в 2 км от Новиковки) Абрама Кузьмича Новопольцева 72 замечательные сказки, которые вошли в сборник «Сказки и предания Самарского края» и выходили отдельными изданиями. Здесь же Д. Н. Садовников собирал и загадки, вошедшие в сборник «Загадки русского народа»[13]. Дмитрий Николаевич Садовников был женат на дочери помещика И. Д. Лазарева Варваре Ивановне[14].
- В школе есть краеведческий музей, сельский краеведческий центр «Красноречье» (2003)[15].
- В селе ежегодно проходят Новопольцевские фестивали — Межрегиональный Краснореченский сказочно-фольклорный фестиваль им. А. К. Новопольцева[15].

## Достопримечательности
- В 2 км к северо-западу от села — болгарское поселение[13].
- Покровская церковь (Церковь Покрова Пресвятой Богородицы), приходская зимняя с колокольней и кладбищем, 1821 г.[16][17][18][19][20][21][22]
- В 2007 году на территории школы установили памятник Александру Неверову[15].

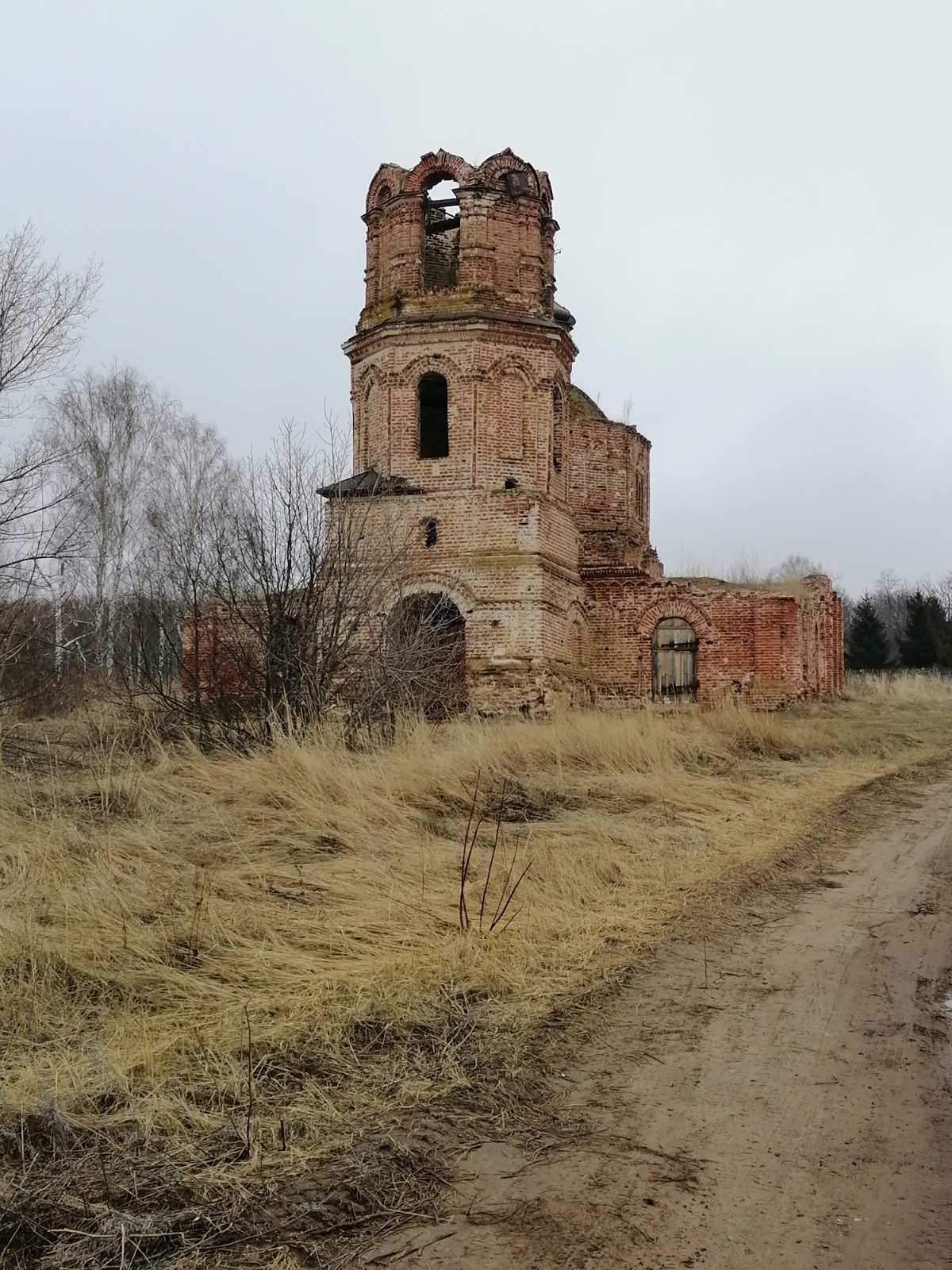
Покровская церковь
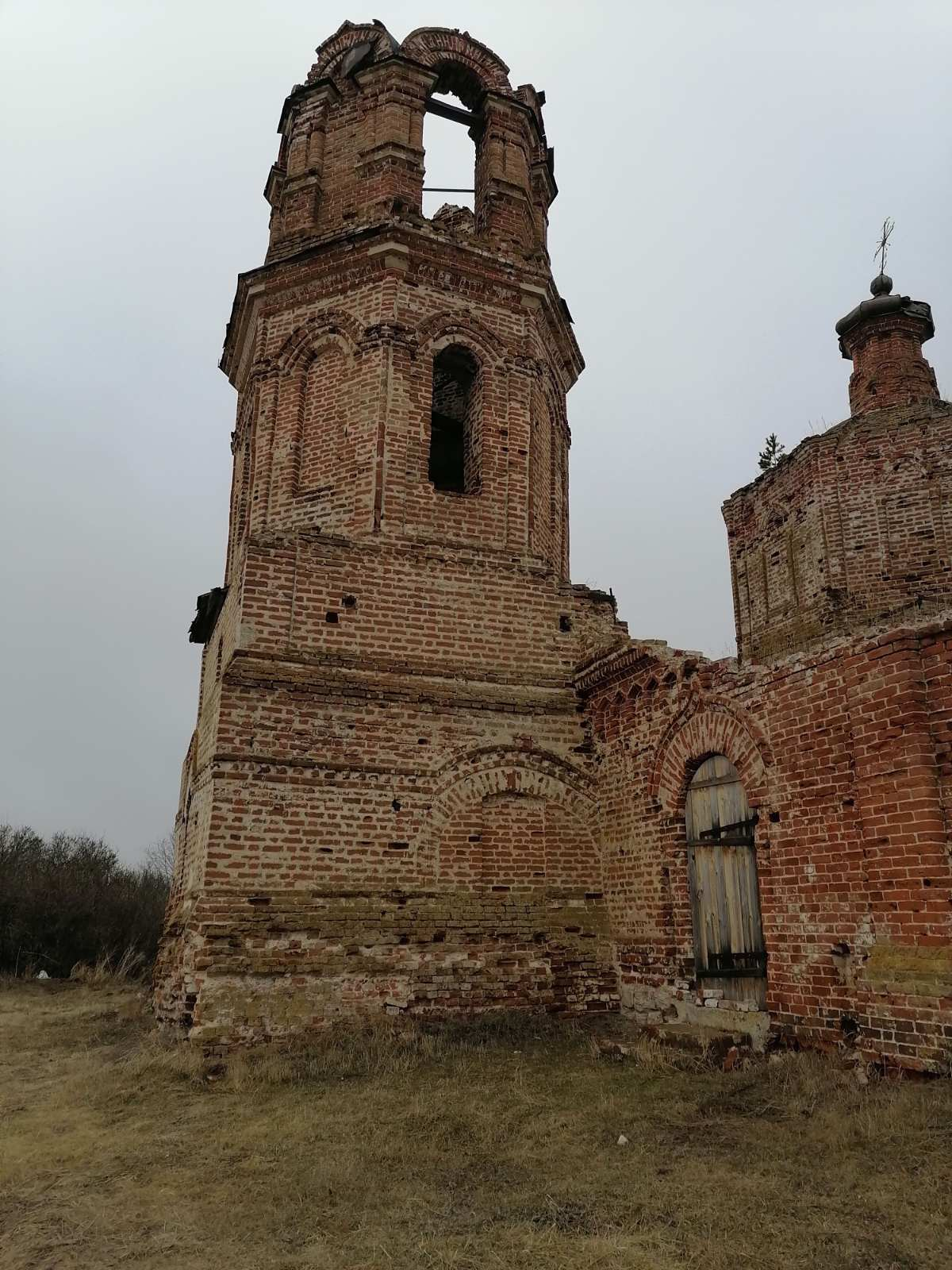
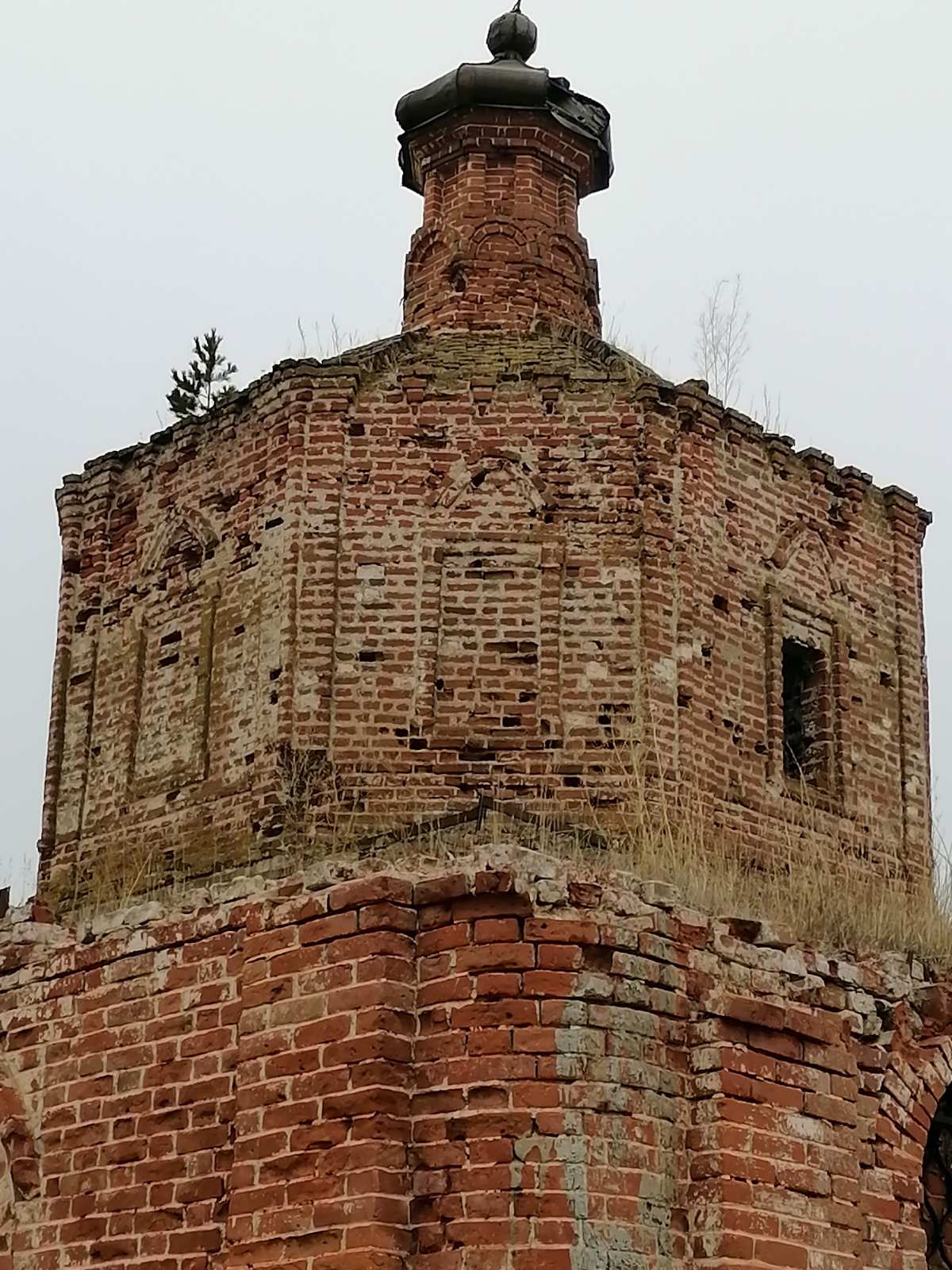
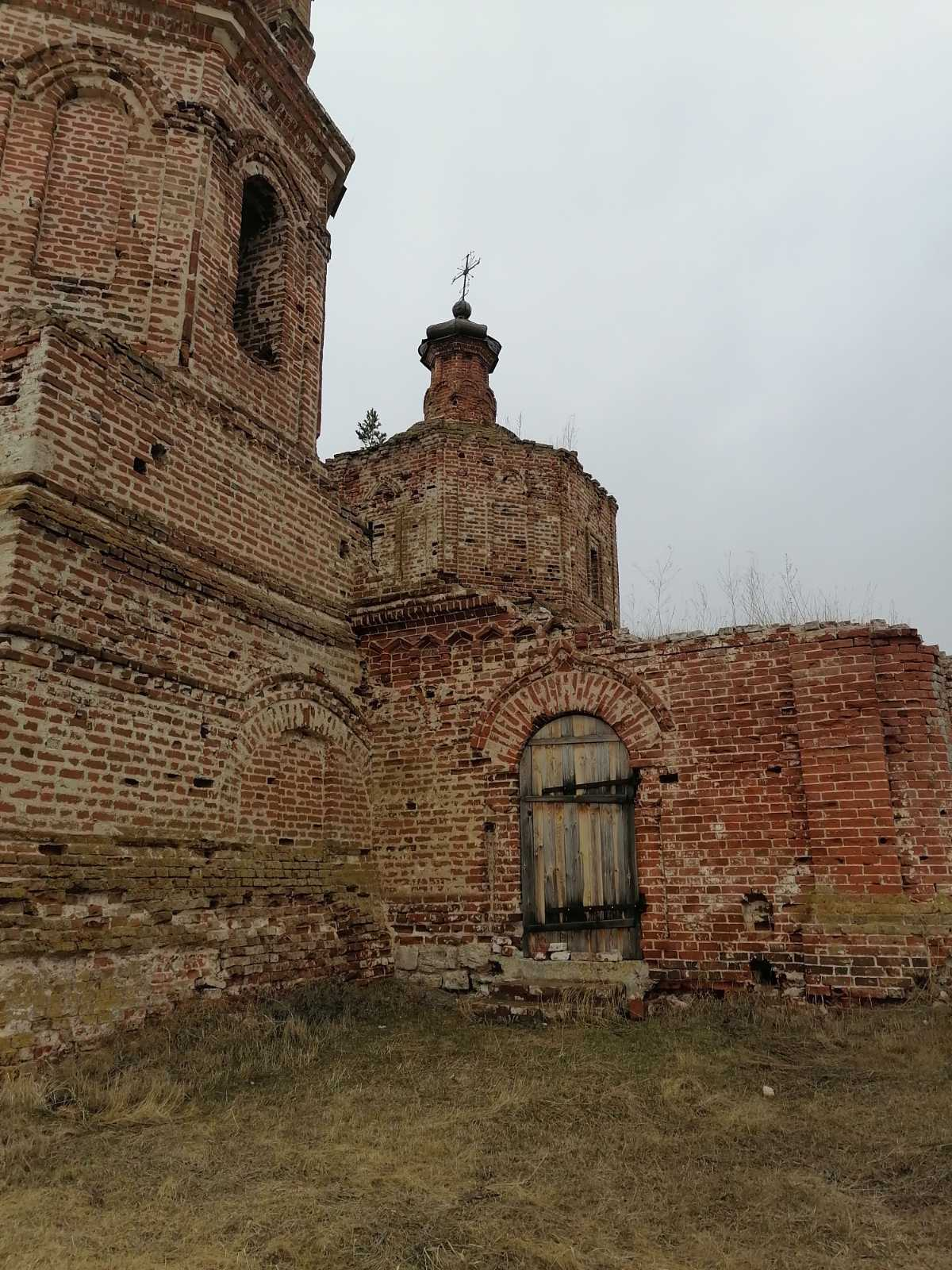
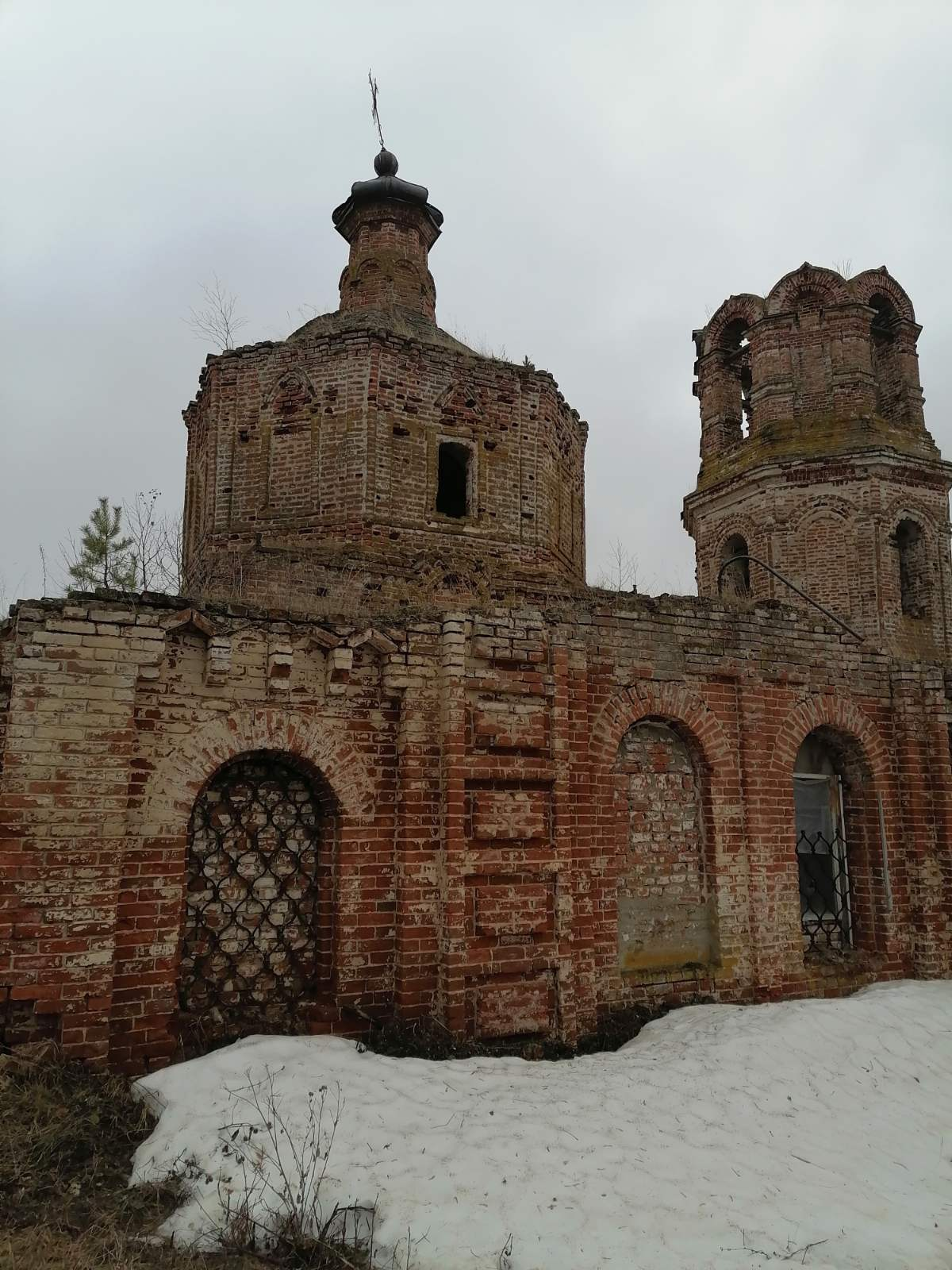
Церковь в Новиковке
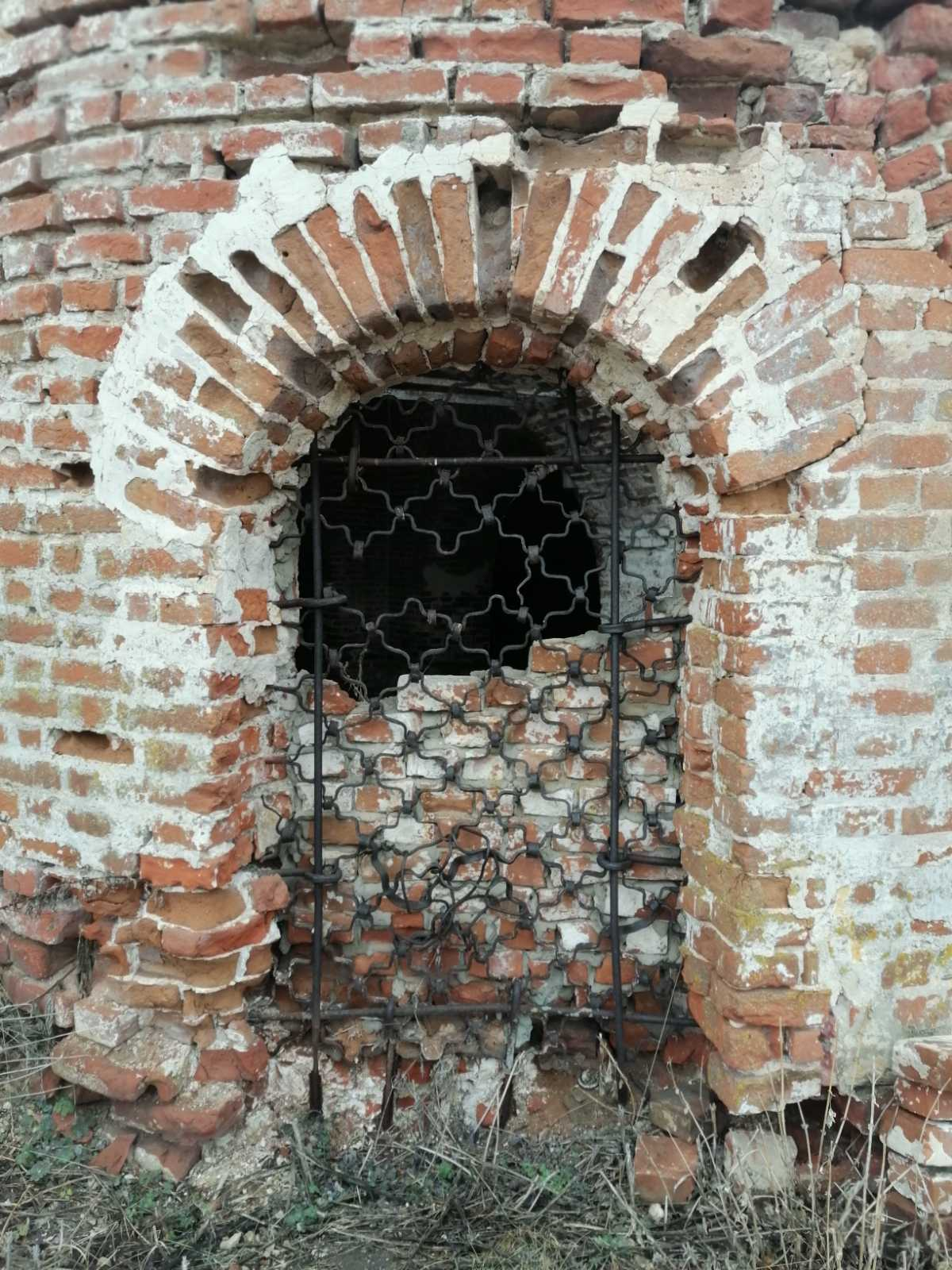
Церковь в Новиковке
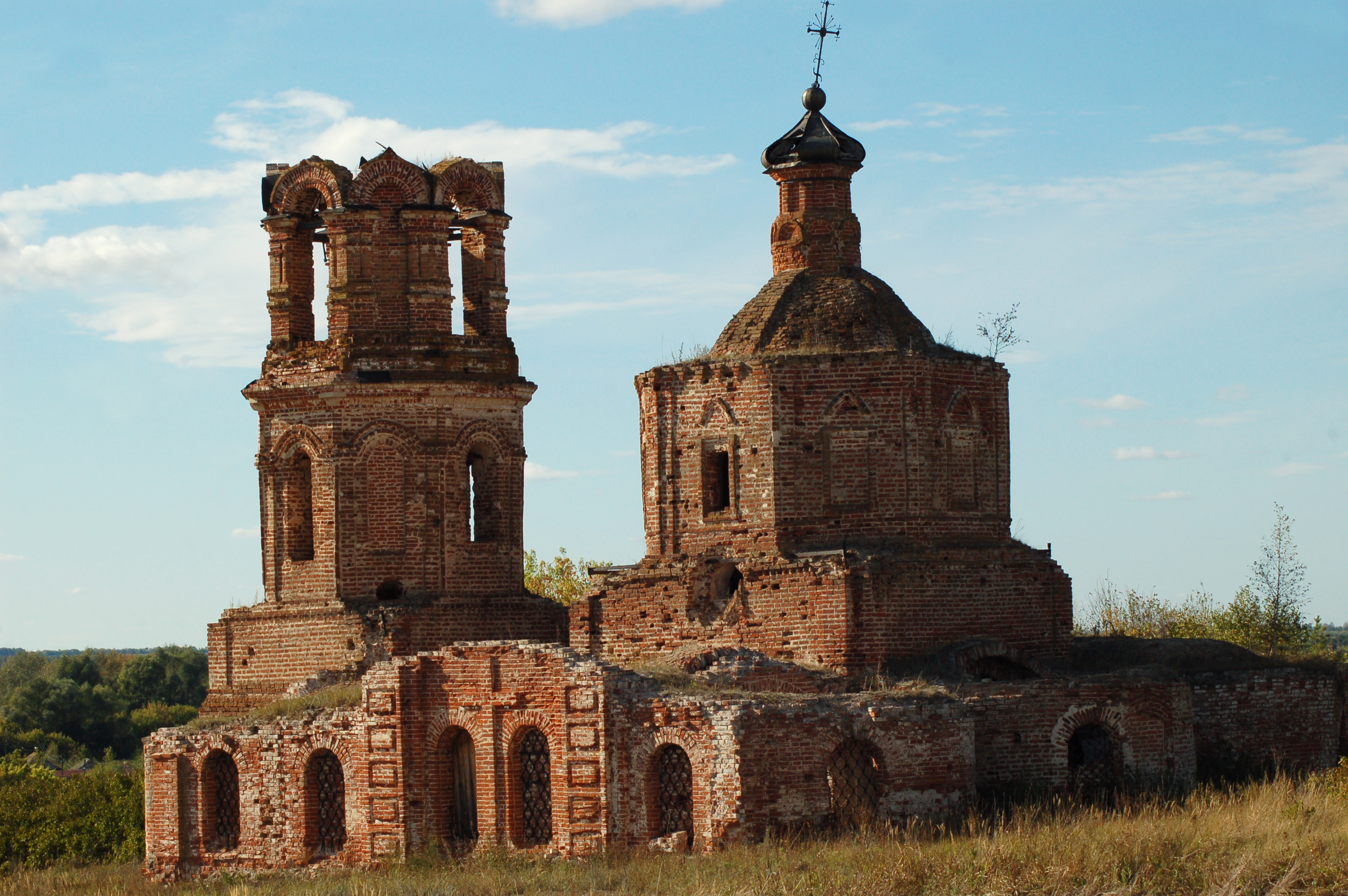